# Malaios
Os malaios (em malaio Melayu) são um grupo étnico austronésio que vivem predominantemente na Península Malaia e partes das ilhas de Sumatra e Bornéu. O grupo étnico malaio distingue-se do conceito de "raça malaia" que abrange um grupo mais extenso de povos, incluindo indonésios, filipinos e os malgaxes (grupo étnico predominante em Madagascar).
Malásia, Indonésia e Brunei professam quase em sua totalidade a fé muçulmana, enquanto as Filipinas, Timor-Leste e Madagascar são países de maioria católica romana e protestante, respectivamente.